# Gunther von Meißen
Gunther von Meißen  († 1. November 1025 in Salzburg) war römisch-deutscher Reichskanzler unter Kaiser Heinrich II. und zehn Monate lang Erzbischof von Salzburg.

## Leben
Gunther von Meißen war ein jüngerer Sohn des Markgrafen Ekkehard I. von Meißen, seine Mutter die Billungerin Swanhilde.
Er erhielt seine Erziehung laut dem 29. Kapitel der Gesta episcoporum Leodiensium ("Taten der Bischöfe von Lüttich", 1052/1056) des Anselm von Lüttich zufolge in der berühmten Schule Notkers von Lüttich. Spätestens 1001 wurde er Hofkaplan unter Kaiser Otto III. und war unter dessen Nachfolger Heinrich II. von März 1009 bis Dezember 1023 Kanzler für den deutschen Reichsteil.
Nachdem im Dezember 1023 der Erzbischof von Salzburg, Hartwig von Ortenburg, gestorben war, setzte Kaiser Heinrich II. Gunther an den Weihnachtsfeiertagen 1023 als dessen Nachfolger ein. Heinrich beendete damit die traditionelle Bindung des Erzbistums an den bayrischen Adel – alle Erzbischöfe von Pilgrim I. bis Hartwig waren bayrische Adelige und miteinander sämtlich näher verwandt gewesen. Die Bischofsweihe fand am 26. Januar 1024 statt. Aus der kurzen Regierungszeit von Gunther ist nur ein Prekarienvertrag (Tauschgeschäft) bekannt, den Gunther kurz vor seinem Tod (1025) mit der Kaiserin-Witwe Kunigunde von Luxemburg abschloss. Der Vertrag, wonach die Königshöfe (Alt-)Ötting und Burghausen nebst einigen Forsten an Salzburg abgetreten werden sollten, trat wegen einer Einrede von Kaiser Konrad II. jedoch nicht in Kraft. Aus Lüttich berief Gunther Lehrer nach Salzburg.
Gunther starb nach nur kurzer Regentschaft in Salzburg am 1. November 1025. Der Chronist Wipo rühmt ihn seiner Milde und Güte.